# Südostasienspiele 1971
Die Südostasienspiele 1971, englisch als Southeast Asian Peninsular Games (SEAP) bezeichnet, fanden vom 11. bis 18. Dezember 1971 in Kuala Lumpur statt. Es war die 6. Auflage der Spiele. Es nahmen mehr als 1000 Athleten und Offizielle aus 7 Ländern in 15 Sportarten an den Spielen teil.

## Medaillenspiegel
| Platz | Land           | Gold | Silber | Bronze | Gesamt |
| ----- | -------------- | ---- | ------ | ------ | ------ |
| 1     | Thailand       | 44   | 27     | 38     | 109    |
| 2     | Malaysia       | 41   | 43     | 55     | 139    |
| 3     | Singapur       | 32   | 33     | 31     | 96     |
| 4     | Birma          | 20   | 28     | 13     | 61     |
| 5     | Khmer-Republik | 17   | 18     | 17     | 52     |
| 6     | Südvietnam     | 3    | 6      | 9      | 18     |
| 7     | Laos           | 0    | 1      | 4      | 5      |

## Sportarten
- Badminton
- Basketball
- Boxen
- Fußball
- Gewichtheben
- Hockey
- Judo
- Leichtathletik
- Radsport
- Schwimmsport
- Sepak Takraw
- Schießen
- Tischtennis
- Tennis
- Volleyball

## Referenzen
- Percy Seneviratne (1993) Golden Moments: the S.E.A Games 1959-1991 Dominie Press, Singapur ISBN 981-00-4597-2
- Geschichte der Südostasienspiele
- Lew Hon Kin: SEA Games Records 1959-1985, Petaling Jaya - Penerbit Pan Earth, 1986